# Clathrodrillia gibbosa
Clathrodrillia gibbosa is een slakkensoort uit de familie van de Drilliidae. De wetenschappelijke naam van de soort is voor het eerst geldig gepubliceerd in 1778 door Born.